# Drapelul Serbiei și Muntenegrului
Drapelul Republicii Federative Iugoslavia a fost adoptat la 27 aprilie 1992, care a devenit oficialul drapel al Serbiei și Muntenegrului în 2003, până la dizolvarea uniunii în 2006.
Acest tricolor compus din roșu, alb și albastru a fost folosit oficial prima dată de Regatul sârbilor, croaților și slovenilor (mai târziu redenumit în Regatul Iugoslaviei) în 1918, care datează din perioada Primului Război Mondial.

Drapelul Republici Federale Iugoslavia şi ulterior al Uniunii Statale a Serbiei şi Muntenegrului
Insigna statală şi civilă a RFI şi SCG
Insigna navală a RFI şi SCG
Drapelul maritim al RFI şi SCG
Drapelul standard al Preşedintelui RFI şi SCG